# Kfz-Kennzeichen (Mosambik)

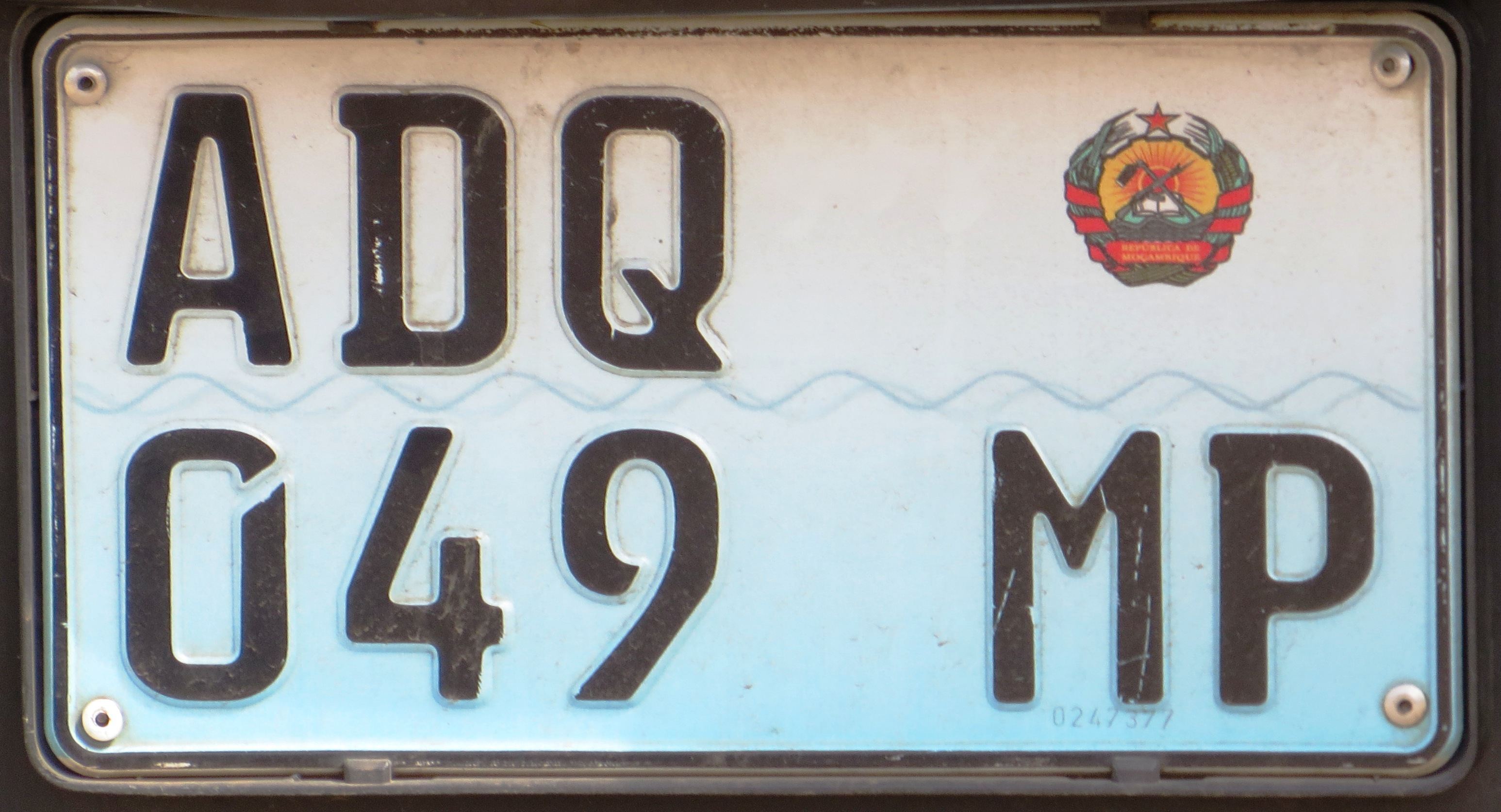
Aktuelles zweizeiliges Kennzeichen

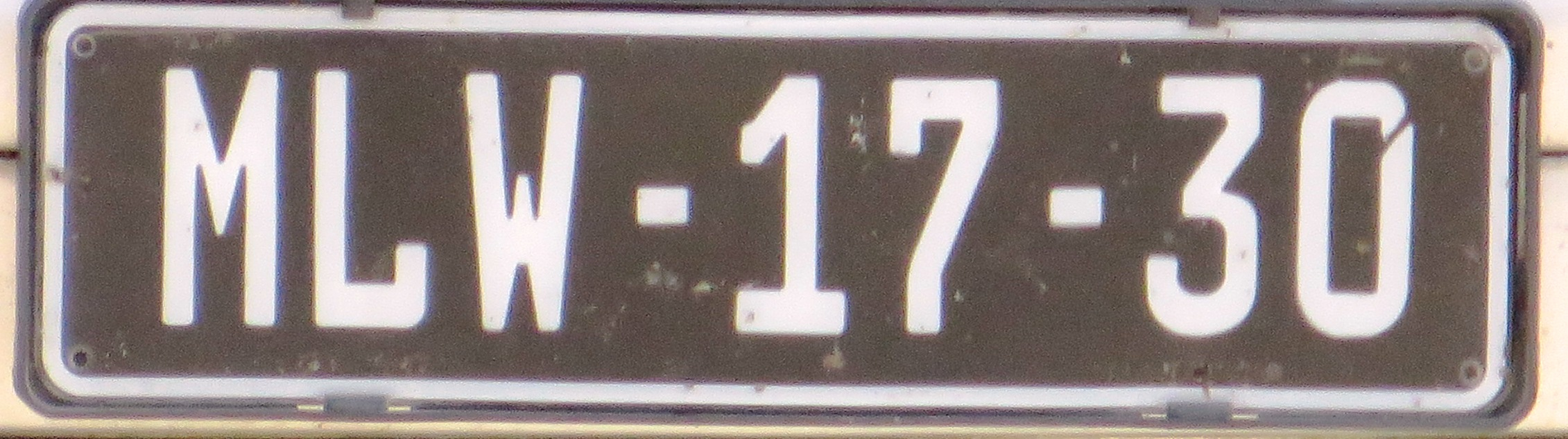
Älteres Kfz-Kennzeichen

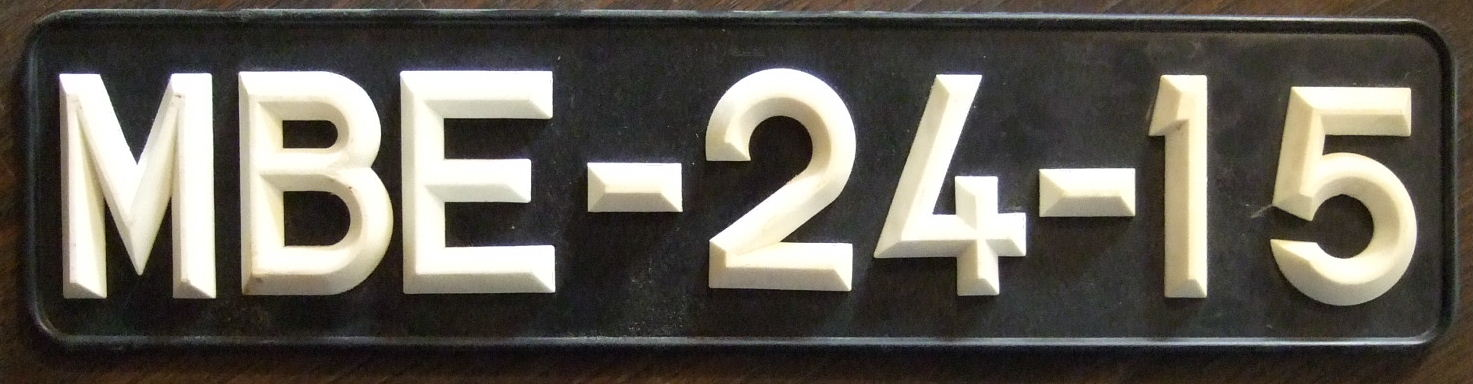
Kennzeichen in älterer Machart

Die Kfz-Kennzeichen in Mosambik zeigen seit etwa 2011 schwarze Schrift auf weißem (oben) bis hellblauem Grund (unten). Im Mittelbereich des Kennzeichens prangt ein kleines Wappen Mosambiks. Es besteht eine gewisse optische Ähnlichkeit mit den Kennzeichen des Nachbarlandes Südafrika. 
Die Nummernschilder beginnen mit den Buchstaben A oder M. Sodann folgen zwei weitere Buchstaben, eine dreistellige Zahl und zwei Buchstaben als Kürzel für die Provinz, wo das Fahrzeug erstmals in Mosambik zugelassen wurde. Beispielsweise MN für die Provinz Manica oder MC für die Stadt Maputo.
| Kürzel | Provinz      |
| ------ | ------------ |
| CD     | Cabo Delgado |
| GZ     | Gaza         |
| IB     | Inhambane    |
| MC     | Stadt Maputo |
| MN     | Manica       |
| MP     | Maputo       |
| NP     | Nampula      |
| NS     | Niassa       |
| SF     | Sofala       |
| TT     | Tete         |
| ZB     | Zambezia     |

Da Kraftfahrzeuge jährlich bei einer technischen Inspektion („Inspeção do Veículo“ durch INATTER) in den Provinzhauptstädten vorgeführt werden müssen, kommt es zur allmählichen Ablösung der alten Kennzeichen durch die aktuelle Variante. Die Inspektionsbescheinigung wird Fahrzeugen mit alten Kennzeichen verweigert.
Das vormalige Kennzeichensystem basierte weitgehend auf jenem der ehemaligen Kolonialmacht Portugal, wo bis 1992 schwarze Schilder mit weißer Aufschrift nach dem Schema AB-12-34 benutzt wurden. Die Nummernschilder begannen mit einem M als Abkürzung des Landesnamens. Es folgten zwei weitere Buchstaben, von denen der erste die Herkunft des Fahrzeugs angibt. Nach einem Bindestrich erschienen zwei durch einen erneuten Bindestrich getrennte Ziffernpaare.
Diplomatenkennzeichen zeigen rote Schrift auf gelbem Grund. Sie beginnen mit den Buchstaben CD, gefolgt von einer dreistelligen Zahl, die das Herkunftsland angibt. Nach dem Buchstaben M erscheint noch eine dreistellige Seriennummer.